# Robert McFerrin
Robert McFerrin Sr. (ur. 19 marca 1921 w Marianna w stanie Arkansas w USA, zm. 24 listopada 2006 w St. Louis) – amerykański śpiewak operowy, ojciec Bobby'ego McFerrina.

## Życiorys
Był synem pastora kościoła baptystycznego. Zaczynał jako wokalista wykonujący muzykę gospel. 
W operze debiutował w 1958, wygrywając casting do Metropolitan Opera w Aidzie Giuseppe Verdiego.
Szybko został doceniony: wystąpił w 10 operach w ciągu kolejnych 3 sezonów, a w 1959 dubbingował Sidneya Poitiera w filmie Porgy i Bess.
W 1989 przeszedł Udar mózgu, mimo to kontynuował karierę. Zmarł wskutek zawału serca.